# Yes Minister
Yes Prime Minister
Yes Minister est une série télévisée satirique britannique en 21 épisodes de 30 minutes écrite par Antony Jay et Jonathan Lynn, diffusée entre le 25 février 1980 et le 23 décembre 1982 sur la BBC (radio et télévision), suivie d'un spécial Noël d'une heure diffusé le 17 décembre 1984.
Une suite, Yes Prime Minister, a été diffusée de 1986 à 1988.
Cette série est inédite dans tous les pays francophones.

## Synopsis
Jim Hacker devient Ministre des Affaires administratives au lendemain d'une élection remportée par son parti.
La série évite soigneusement de préciser de quel parti politique lui et les autres ministres font partie — on parle uniquement de majorité et d'opposition — mais les thèmes abordés, tels que le souhait de diminuer la bureaucratie ou les dépenses de l’État sont représentatifs de l'école des choix publics.
Hacker doit se confronter à Humphrey Appleby, responsable de son administration. Celui-ci est un partisan du statu quo et mesure sa réussite personnelle à la hauteur de la taille et des budgets de son administration, un trait partagé parmi tous les responsables des administrations gouvernementales, tous persuadés d'être les véritables dirigeants du pays, là où les Ministres restent en poste à peine quelques mois. Hacker dispose également d'un secrétaire particulier, Bernard Wooley, fonctionnaire attaché au ministère, qui lui sert de confident. Les dialogues entre Hacker et Wooley ou entre Wooley et Appleby permettent d'observer les intrigues. Jeune et idéaliste, Wooley est partagé entre son désir d'aider le Ministre à réaliser ses plans et sa propre fidélité à Appleby, qui est son supérieur hiérarchique.
Hacker cherche régulièrement à faire plier son administration pour obtenir des réformes, tandis qu’Appleby usera de toutes les ruses pour lui mettre des bâtons dans les roues. Celui-ci use de nombreuses stratégies, que ce soit dans la dialectique — mentionner les différentes impossibilités légales ou techniques aux changements proposés par le Ministre — ou en enlisant les décisions par la proposition de commissions spéciales pour étudier la mise en œuvre des propositions. À plusieurs reprises, Appleby réussira à contrer les projets du Ministre en le mettant personnellement en difficulté :
- Dans l’épisode Open Government, il persuade Hacker, qui veut une transparence dans les décisions publiques, d'écrire un discours protectionniste anti-américain pour dénoncer une commande de matériel informatique par l’administration précédente, ce qui suscite l'ire du Premier Ministre à la veille de la signature d'un gros contrat d'armement avec les États-Unis.
- Dans l’épisode The Economy Drive, il persuade Hacker de montrer l’exemple en diminuant le volume de personnel au sein de son propre bureau. Ceci contraint Hacker à devoir se déplacer par ses propres moyens et cela amène également Hacker à commettre une gaffe en dévoilant des informations confidentielles à un syndicaliste qui a pu s'introduire dans son bureau, faute de personnel en suffisance pour filtrer les visiteurs à l'accueil.
- Dans l’épisode The Death List, alors que Hacker veut interdire les écoutes téléphoniques pour protéger les citoyens, Appleby l'informe qu'un groupe terroriste inconnu aurait pour projet de l'éliminer. Ceci fait paniquer Hacker, qui se résout finalement à abandonner son projet.

Hacker apprend progressivement à déjouer les ruses d’Appleby.
À la fin de la 3e saison, Hacker obtient le poste de Premier Ministre. La série change de nom et devient Yes, Prime Minister. Si les thèmes politiques concernent désormais les questions de défense, de politique générale du pays ou de relations internationales, la tension entre Hacker et son administration — Humphrey Appleby ayant lui aussi été promu entretemps comme secrétaire du cabinet — reste identique.

## Distribution
- Paul Eddington (en) : James Hacker
- Nigel Hawthorne : Sir Humphrey Appleby
- Derek Fowlds (en) : Bernard Woolley
- Diana Hoddinott (en) : Annie Hacker